# Emilio Estrada Icaza
Emilio Estrada Icaza (Guayaquil, 22 de junio de 1916-19 de noviembre de 1961) fue un empresario, político, arqueólogo y deportista ecuatoriano.  

## Biografía
Hijo del economista, banquero, político Víctor Emilio Estrada Sciacaluga y de Isabel Icaza Marín, nieto de Julio Icaza García y hermano del historiador Julio Estrada Icaza. Nieto del expresidente ecuatoriano Emilio Estrada Carmona. Estudió en Ecuador, EE. UU., Francia e Italia. 
Fue el primero de ocho hermanos (dos mujeres lo antecedieron y hubo una última también mujer). Inició estudios en el Colegio salesiano Cristóbal Colón y cuando en l925 su familia se trasladó a Italia, fue matriculado con su hermano Julio en el Real Colegio Carlos Alberto, en Moncalieri, cerca de Turín, donde permanecieron dos años. En 1927 regresaron todos a Guayaquil y volvió al Cristóbal Colón, pero enfermó gravemente con fiebre tifoidea y tras varias semanas logró superar la crisis. En 1930 partieron nuevamente al exterior y siguió dos años en la Ecole des Roches, en Verneuil sur Avre, Normandía, Francia. En 1932 ingresó con su hermano Julio Estrada Icaza a la Baylor Military Academy de Chatanoga. Completó su formación superior en la Wharton School of Finance and Commerce, de la [[Universidad de Pensilvania], Estados Unidos, donde practicó atletismo en las modalidades de lanzamiento del disco y jabalina y al finalizar el Hihg School en l933 con magníficas notas, viajó por algunos estados de ese país. Era un joven alto y delgado, de trato simpático y buenos modales, que hablaba fluidamente en español, inglés, francés e italiano. 

Fue autodidacta en análisis histórico; publicó diversas obras sobre las exploraciones realizadas en varios sitios de la costa de Ecuador y es el descubridor de la cultura Valdivia, una de las más antiguas del continente americano. 

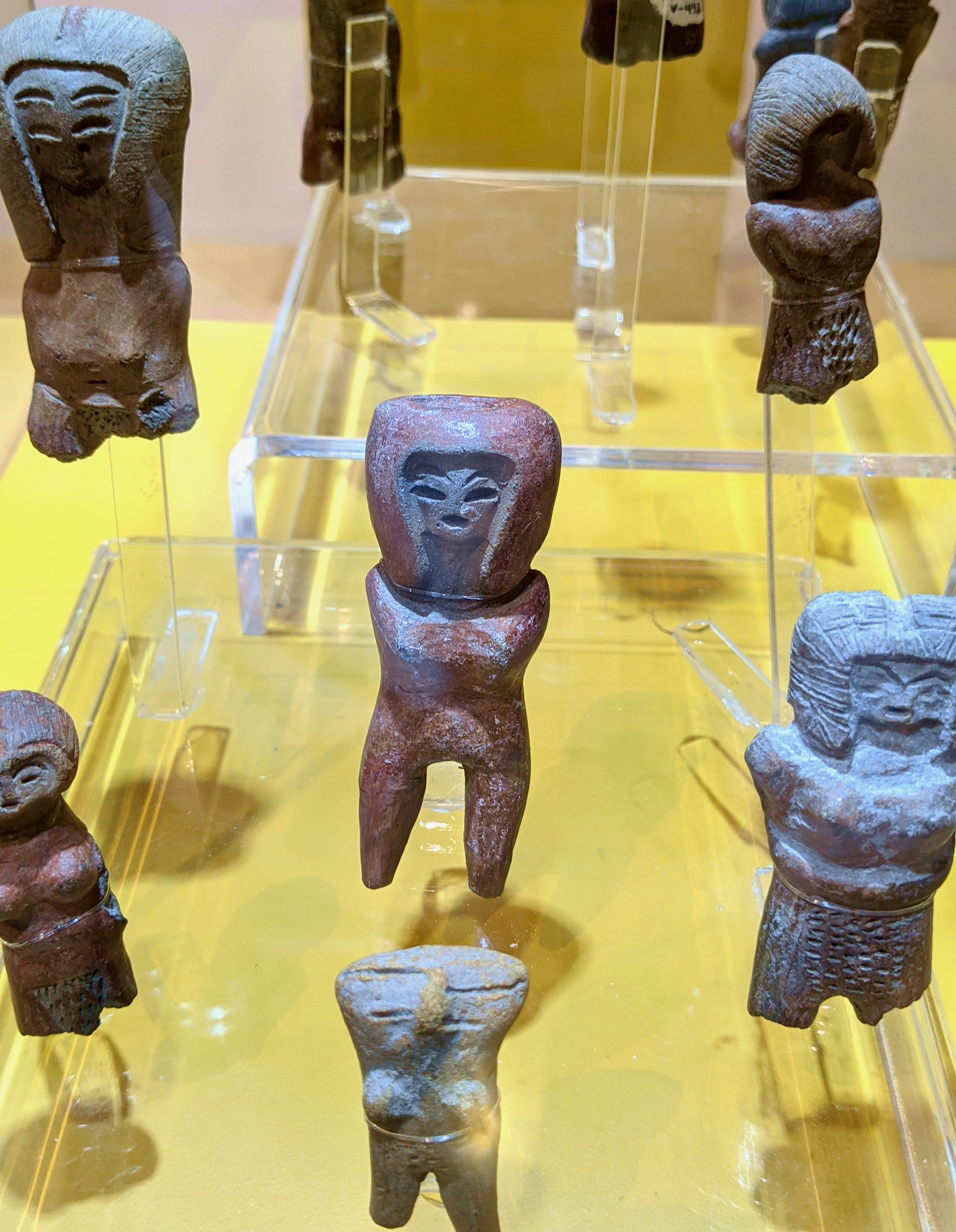
Emilio E. I. descubridor de la cultura Valdivia.

Fue miembro de la Society for American Archeology y la Current Anthropology. Junto a la pareja de arqueólogos Betty Meggers y Clifford Evans, realizaron excavaciones y recolectaron piezas en muchos sitios arqueológicos. Gracias a esto, lograrían publicar el importante libro "Cronología de las culturas de la Cuenca del Guayas". Las culturas prehispánicas como Valdivia, Machalilla y Chorrera fueron investigadas por el arqueólogo Emilio Estrada. Colaboró con referentes culturales como, Pedro Porras Garcés, Francisco Huerta Rendón, Carlos Zevallos Menéndez, Julio Viteri Gamboa, entre otros. Estrada sacó “Valdivia, un sitio arqueológico formativo en la provincia del Guayas, Ecuador” en 20 págs. con las primeras noticias sobre esta Cultura, que debe su nombre al sitio epónimo donde la descubrió. Huerta Rendón en 1965 escribió: "Nadie, léase bien, nadie, conocía nada en el país, hasta aquella publicación, sobre los períodos formativos en el Ecuador y su gran antigüedad, nosotros habíamos encontrado en San Pablo, cerca de Valdivia, cerámica formativa, pocos meses después de que Estrada la identificase en Valdivia, pero, sin la ayuda bibliográfica de Estrada, sin sus informaciones, las cosas habrían marchado muy lentamente. De manera que debe considerarse a Emilio Estrada como el descubridor de la Cultura Valdivia". 
Dicha Cultura tiene la cerámica más antigua hasta ahora conocida en el nuevo mundo y es la que más se ha estudiado en el Ecuador – recientes descubrimientos demuestran que concomitante y quizá uno pocos años antes que en Valdivia, apareció la cerámica en la costa norte del Brasil – Jorge Marcos indica que tenemos más información sobre las aldeas Valdivia, su aspecto ceremonial, comportamiento social y vida diaria que sobre las posteriores sociedades que poblaron el Ecuador; sin embargo, este no era el caso en l956 cuando Estrada halló un sitio detrás del pueblo de agricultores de Valdivia y gemelo al pueblo pesquero de San Pedro. Anteriormente, algunos arqueólogos como Max Uhle en 1930 y G.H. S. Bushnell en 1951 habían hallado cerámica Valdivia en la costa, pero ellos no pudieron segregarla ni fecharla, por no haberla encontrado en contextos estratigráficos bien definidos. Huerta y Zevallos estaban trabajando un material similar, hallado en la superficie detrás del cementerio de San Pablo al sur de Valdivia, cuando Emilio hizo su hallazgo y lo publicó, adelantándose a los demás.
Estrada Ycaza dirigió la Sociedad Protectora de la Infancia, la Junta de Planificación y Coordinación Económica, el Cabildo guayaquileño y fue alcalde de Guayaquil del periodo 1954-1956 Elecciones municipales de Guayaquil de 1955. Condujo la Compañía Ecuatoriana de Seguros, perteneció al directorio del Banco La Previsora, fue embajador de la Asamblea General de la ONU y fue integrante de la Casa de la Cultura de Ecuador. Fue creador y presidente de la Asociación de Fútbol. Gran amigo del dirigente deportivo George Capwell, fue además vicepresidente del Club Emelec. 
En 1956 concurrió al Campeonato Sudamericano de Lighting del Callao donde quedó en segundo lugar tras Enrique Plaza Lavezzari, en 1959  dirigió la delegación ecuatoriana en los Juegos Panamericanos de 1959 en los Estados Unidos, donde obtuvo una Medalla de Bronce en velerismo en la clase de 5,5 metros.  Popular entre los atletas, fue declarado “Caballero del Deporte” por la Confederación Sudamericana de Atletismo. Fue hábil para la navegación a vela, siempre ocupó destacadas posiciones en las competencias internacionales https://diegoarcos.com.ec/juegos-panamericanos-numeros-y-detalles-de-ecuador/. Estrada hablaba y escribía perfectamente español, inglés, francés y regularmente en italiano. . https://rodolfoperezpimentel.com/estrada-icaza-emilio/
En 1961 completó con su equipo de ayudantes más de cincuenta excavaciones a lo largo del litoral y pensaba iniciar la investigación a fondo de la provincia de Esmeraldas. Para el invierno de ese año preparaba una expedición extraordinaria, pues había encontrado en el sitio Salitrales de El Morro cercano a Playas, lo que podría ser el descubrimiento más fabuloso de todos, nada menos que un conchal de enorme antigüedad, formado por conchas posiblemente talladas por el hombre que arrojaría una antigüedad de 10000 a 15000 años, aunque siempre existía la posibilidad de que la talla fuera de origen animal, en cuyo caso nada se hubiera adelantado. También se hallaba sobre la pista de los contactos culturales, etapa superior de su investigación inicial, que fue propiamente de diferenciación y datación arqueológica, cuando el domingo 19 de noviembre de 1961, después de una alegre pero agotadora jornada de trabajo en su Museo y mientras se afeitaba para salir a pasear con su esposa e hijos, sufrió un severo infarto al miocardio y cayó fulminado, tenía solo 45 de edad. La noticia se regó instantáneamente por la ciudad, inclusive público que asistía al estadio a un partido de fútbol en el estadio Capwell abandonó las graderías en señal de luto. Su sepelio fue apoteósico, el pueblo se trasladó masivamente al Cementerio General.
Con la generosidad y filantropía que siempre lo caracterizó legó su museo privado, el que quedó funcionando bien catalogado al cuidado de sus ayudantes y sus herederos lo mantuvieron hasta la década de los años 70, brindando servicio a alumnos y profesores de escuelas, colegios y universidades y atendiendo a los científicos que pasaban por la ciudad, lamentablemente la valiosa colección arqueológica termino vendiéndose al Banco Central, que prácticamente la destruyó, pues se empaquetaron y refundieron las piezas en sacos de yute, las que fueron colocados sin orden en el sótano del edificio Rumiñahui, la mayor parte de las cuales jamás volvieron a ser exhibidas. https://rodolfoperezpimentel.com/estrada-icaza-emilio/

## Obras
Publicó las siguientes monografías:
- Ensayo preliminar sobre arqueología del Milagro. Publicaciones del Archivo Histórico del Guayas. Guayaquil, 1979 - 113 p.
- Balsa and dugout navigation in Ecuador. The American Neptune XV (2): 1–17. Salem, 1955. (en inglés)
- Valdivia, un sitio arqueológico formativo en la provincia del Guayas, Ecuador. Museo Víctor Emilio Estrada. Guayaquil, 1979 - 11 p.
- Ultimas civilizaciones pre-históricas de la cuenca de Río Guayas. Publicaciones del Archivo Histórico de Guayas, Guayaquil, 1979 - 87 p
- Los huancavilcas: últimas civilizaciones pre-históricas de la Costa del Guayas. Publicaciones del Archivo Histórico de Guayas, Guayaquil, 1979 - 82 p.
- Prehistoria de Manabí. Publicaciones del Archivo Histórico del Guayas, Guayaquil, 1979 - 176 p.
- Arqueología de Manabí central. Publicaciones del Museo Víctor Emilio Estrada, Guayaquil, 1962 - 205 p.

Gracias al trabajo de Meggers y Evans se publicó el libro Cronología de las culturas de la Cuenca del Guayas que ayudó a definir la periodización de las culturas precolombinas.